# Birkirkara FC
A Birkirkara Football Club egy máltai labdarúgócsapat, melyet 1950-ben alapítottak Birkirkarában. Jelenleg a BOV Premier League-ben szerepelnek. Történetük során már minden főbb hazai trófeát megnyertek.

## Sikerek
- BOV Premier League:

Bajnok (3):
1999-2000, 2005-2006, 2009-2010
Ezüstérmes (6):
1996-1997, 1997-1998, 1998-1999, 2002-2003, 2003-2004, 2004-2005
- Máltai kupa:

Győztes (6):
2002, 2003, 2005, 2008, 2015, 2023
Ezüstérmes (5):
1973, 1990, 1999, 2000, 2001
- Máltai szuperkupa:

Győztes (5):
2002, 2003, 2004, 2005, 2006
Ezüstérmes (4):
1997, 1999, 2000, 2008
- Euro Challenge/Lowenbrau Cup:

Győztes (3):
1998, 2003, 2008
Ezüstérmes (3):
1999, 2000, 2004
- MFA Super 5 Lottery Tournament:

Győztes (3):
1998, 2002, 2004, 2006
Ezüstérmes (2):
1997, 2005

## Jelenlegi keret
A vastagbetűvel írt játékosok hazájuk válogatottjában is szerepelnek
| #  |       | Poszt | Név                 |
| -- | ----- | ----- | ------------------- |
| 1  | Málta | K     | Bernard Paris       |
| 2  | Málta | KP    | Andew Scicluna      |
| 4  | Málta | KP    | Thomas Paris        |
| 5  | Málta | V     | Patrick Borg        |
| 6  | Málta | KP    | Paul Fenech         |
| 7  | Málta | KP    | Trevor Cilia        |
| 9  | Málta | CS    | Michael Galea (Csk) |
| 10 | Málta | CS    | Alan Tabone         |
| 13 | Málta | KP    | Martin Anastasi     |
| 14 | Dánia | V     | Ronni Hartvig       |

| #  |       | Poszt | Név              |
| -- | ----- | ----- | ---------------- |
| 15 | Málta | KP    | Jonathan Holland |
| 17 | Málta | V     | Lee Lombardi     |
| 18 | Málta | KP    | Shaun Bajada     |
| 19 | Málta | KP    | Joseph Zerafa    |
| 20 | Málta | CS    | Angus Buhagiar   |
| 21 | Málta | KP    | George Mallia    |
| 22 | Málta | K     | Omar Borg        |
| 23 | Málta | KP    | Luke Sciberras   |
|    | Málta | KP    | Adrian Ciantar   |
|    | Málta | CS    | Iro Curmi        |

## Korábbi edzők
- Stephen Azzopardi
- John Buttigieg

## Külső hivatkozások
- A Birkirkara hivatalos honlapja
- Szurkolói oldal